# LeSEE
LeSEE，也称乐视汽车、乐视超级汽车，是乐视集团旗下的一个汽车公司，首席执行官是张海亮。

## 过程
2014年12月9日上，乐视控股董事长贾跃亭开始宣布乐视进入智能汽车领域，并着手进行电动化、智能化、互联网化研究。2015年9月，原上海汽车集团副总裁兼上海通用汽车有限公司总经理丁磊，加盟乐视集团，担任乐视超级汽车联合创始人、全球副董事长、中国及亚太区CEO。
2016年4月14日，乐视公布超级汽车品牌LeSEE。2017年3月20日，丁磊因个人身体健康原因，辞去乐视超级汽车全球副董事长、中国及亚太区CEO等职务；但仍担任乐视生态研究院的战略顾问。